# Campeonato Mundial de Baloncesto Femenino de 1975
El VII Campeonato Mundial de Baloncesto Femenino se celebró en Colombia entre el 23 de septiembre y el 4 de octubre de 1975, bajo la organización de la Federación Internacional de Baloncesto (FIBA) y la Federación Colombiana de Baloncesto.
Un total de trece selecciones nacionales de cinco confederaciones continentales compitieron por el título de campeón mundial, cuyo anterior portador era el equipo de la Unión Soviética, vencedor del Mundial de 1971. 
La medalla de oro fue para la selección de la Unión Soviética, la plata para Japón y el bronce para Checoslovaquia.

## Organización

### Sedes
| Foto | Grupo          | Ciudad      | Instalación                 |
| ---- | -------------- | ----------- | --------------------------- |
|      | A              | Bogotá      | Coliseo Cubierto El Campín  |
|      | B y fase final | Cali        | Coliseo El Pueblo           |
|      | C              | Bucaramanga | Coliseo Vicente Díaz Romero |

### Grupos
| Grupo A | Grupo B       | Grupo C        |
| ------- | ------------- | -------------- |
| URSS    | Italia        | Estados Unidos |
| Canadá  | Corea del Sur | Checoslovaquia |
| Hungría | Brasil        | Australia      |
| México  | Senegal       | Japón          |

## Primera fase

### Grupo A
| Equipo  | J | G | P | PF  | PC  | DP   | PTS |
| ------- | - | - | - | --- | --- | ---- | --- |
| URSS    | 3 | 3 | 0 | 285 | 146 | +139 | 6   |
| México  | 3 | 2 | 1 | 161 | 166 | -5   | 5   |
| Hungría | 3 | 1 | 2 | 182 | 235 | -53  | 4   |
| Canadá  | 3 | 0 | 3 | 160 | 241 | -81  | 3   |

- Resultados

| Fecha | Partido¹ | Partido¹ | Partido¹ | Resultado |
| ----- | -------- | -------- | -------- | --------- |
| 23.09 | México   | -        | Hungría  | 59-52     |
| 23.09 | URSS     | -        | Canadá   | 103-52    |
| 24.09 | Canadá   | -        | Hungría  | 55-67     |
| 24.09 | México   | -        | URSS     | 31-61     |
| 25.09 | Canadá   | -        | México   | 53-71     |
| 25.09 | URSS     | -        | Hungría  | 121-63    |

- (¹) – Todos en Bogotá.

### Grupo B
| Equipo        | J | G | P | PF  | PC  | DP   | PTS |
| ------------- | - | - | - | --- | --- | ---- | --- |
| Italia        | 3 | 3 | 0 | 207 | 133 | +74  | 6   |
| Corea del Sur | 3 | 2 | 1 | 239 | 156 | +83  | 5   |
| Brasil        | 3 | 1 | 2 | 208 | 208 | 0    | 4   |
| Senegal       | 3 | 0 | 3 | 96  | 253 | -157 | 3   |

- Resultados

| Fecha | Partido¹      | Partido¹ | Partido¹      | Resultado |
| ----- | ------------- | -------- | ------------- | --------- |
| 23.09 | Corea del Sur | -        | Senegal       | 100-33    |
| 23.09 | Brasil        | -        | Italia        | 59-80     |
| 24.09 | Brasil        | -        | Senegal       | 87-48     |
| 24.09 | Italia        | -        | Corea del Sur | 61-59     |
| 25.09 | Italia        | -        | Senegal       | 66-15     |
| 25.09 | Brasil        | -        | Corea del Sur | 62-80     |

- (¹) – Todos en Cali.

### Grupo C
| Equipo         | J | G | P | PF  | PC  | DP  | PTS |
| -------------- | - | - | - | --- | --- | --- | --- |
| Japón          | 3 | 2 | 1 | 203 | 191 | +12 | 5   |
| Checoslovaquia | 3 | 2 | 1 | 186 | 177 | +9  | 5   |
| Estados Unidos | 3 | 1 | 2 | 201 | 191 | +10 | 4   |
| Australia      | 3 | 1 | 2 | 156 | 187 | -31 | 4   |

- Resultados

| Fecha | Partido¹       | Partido¹ | Partido¹       | Resultado |
| ----- | -------------- | -------- | -------------- | --------- |
| 23.09 | Checoslovaquia | -        | Australia      | 62-42     |
| 23.09 | Estados Unidos | -        | Japón          | 71-73     |
| 24.09 | Estados Unidos | -        | Australia      | 65-52     |
| 24.09 | Checoslovaquia | -        | Japón          | 58-70     |
| 25.09 | Japón          | -        | Australia      | 60-62     |
| 25.09 | Estados Unidos | -        | Checoslovaquia | 65-66     |

- (¹) – Todos en Bucaramanga.

## Segunda fase
Clasifican los dos mejores equipos de cada grupo que, junto con Colombia (anfitrión), luchan en un grupo de siete por las medallas.

### Grupo final
| Equipo         | J | G | P | PF  | PC  | DP   | PTS |
| -------------- | - | - | - | --- | --- | ---- | --- |
| URSS           | 6 | 6 | 0 | 509 | 317 | +192 | 12  |
| Japón          | 6 | 5 | 1 | 461 | 389 | +72  | 11  |
| Checoslovaquia | 6 | 4 | 2 | 379 | 328 | +51  | 10  |
| Italia         | 6 | 3 | 3 | 341 | 365 | -24  | 9   |
| Corea del Sur  | 6 | 2 | 4 | 433 | 459 | -26  | 8   |
| México         | 6 | 1 | 5 | 349 | 422 | -73  | 7   |
| Colombia       | 6 | 0 | 6 | 343 | 535 | -192 | 6   |

- Resultados

| Fecha | Partido¹       | Partido¹ | Partido¹       | Resultado |
| ----- | -------------- | -------- | -------------- | --------- |
| 27.09 | Colombia       | -        | URSS           | 34-92     |
| 27.09 | México         | -        | Corea del Sur  | 76-86     |
| 28.09 | Colombia       | -        | Italia         | 63-81     |
| 28.09 | Checoslovaquia | -        | URSS           | 50-62     |
| 28.09 | Japón          | -        | Corea del Sur  | 89-62     |
| 29.09 | Japón          | -        | México         | 80-49     |
| 29.09 | Checoslovaquia | -        | Italia         | 55-45     |
| 01.10 | Checoslovaquia | -        | Colombia       | 84-44     |
| 01.10 | URSS           | -        | Corea del Sur  | 103-78    |
| 02.10 | Italia         | -        | México         | 56-53     |
| 02.10 | Corea del Sur  | -        | Colombia       | 93-69     |
| 02.10 | URSS           | -        | Japón          | 106-75    |
| 03.10 | Corea del Sur  | -        | Checoslovaquia | 55-61     |
| 03.10 | Italia         | -        | Japón          | 49-50     |
| 03.10 | México         | -        | Colombia       | 88-68     |
| 04.10 | Colombia       | -        | Japón          | 65-97     |
| 04.10 | Italia         | -        | URSS           | 49-85     |
| 04.10 | México         | -        | Checoslovaquia | 52-71     |

- (¹) – Todos en Cali.

## Medallero
| URSS | Japón | Checoslovaquia |

## Plantilla del equipo ganador
- Unión Soviética:

Angelė Rupšienė, Aleksandra Ovčinnikova, Raïsa Kurv'jakova, Ol'ga Baryševa, Tat'jana Ovečkina, Nadežda Šuvaeva, Uliana Semiónova, Nadežda Zacharova, Nelli Ferjabnikova, Ol'ga Sucharnova, Tetjana Zacharova, Natalja Klymova. Seleccionador:  Lidija Alekseeva

## Estadísticas

### Clasificación general
| 1. URSS           |
| 2. Japón          |
| 3. Checoslovaquia |
| 4. Italia         |
| 5. Corea del Sur  |
| 6. México         |
| 7. Colombia       |
| 8. Estados Unidos |
| 9. Hungría        |
| 10. Australia     |
| 11. Brasil        |
| 12. Senegal       |

### Máxima anotadora
| N.º | Jugadora             | País          | Puntos |
| --- | -------------------- | ------------- | ------ |
| 1   | Liliana Mabel Bocchi | Italia        | 146    |
| 2   | Lenke Kiss           | Hungría       | 139    |
| 3   | In Syup-Shin         | Corea del Sur | 136    |
| 4   | Keiko Namai          | Japón         | 127    |
| 5   | Uliana Semionova     | URSS          | 125    |

Fuente: 

### Equipo más anotador
| N.º | Equipo         | Puntos |
| --- | -------------- | ------ |
| 1   | URSS           | ''733  |
| 2   | Corea del Sur  | 613    |
| 3   | Japón          | 594    |
| 4   | Estados Unidos | 540    |
| 5   | Checoslovaquia | 507    |

Fuente: 